# Krzysztof Karwat
Krzysztof Karwat (ur. 19 kwietnia 1958 w Świętochłowicach) – polski publicysta, krytyk, poeta. 

## Życiorys
Absolwent III Liceum Ogólnokształcącego im. Stefana Batorego w Chorzowie (1977) i kulturoznawstwa ze specjalnością teatrologiczną na Uniwersytecie Śląskim (1981), doktor nauk humanistycznych (2012).
W czasach studenckich animator życia artystycznego na Górnym Śląsku, m.in. współorganizator ogólnopolskich meetingów poetyckich w Regionalnym Ośrodku Studenckim „Kocynder” w Chorzowie. Debiut w almanachu „Studenckie grupy i kluby poetyckie” (1979).
Dziennikarz Redakcji Widowisk Teatralnych Telewizji Katowice (1981-1982), nauczyciel języka polskiego (w stanie wojennym). Etatowy krytyk i publicysta katowickich gazet i czasopism: obu edycji tygodnika „Tak i Nie”, kwartalnika „Tak i Nie – Śląsk”, „Dziennika Śląskiego”, „Dziennika Zachodniego” (1985-2004) kierownik literacki Teatru Śląskiego im. St. Wyspiańskiego w Katowicach (1988-1991), kierownik działu kultury miesięcznika „Śląsk” (1995-2010), wykładowca Wyższej Szkoły Umiejętności Społecznych w Poznaniu, Wydziału Zamiejscowego w Katowicach (2006-2011). Konsultant programowy Teatru Rozrywki w Chorzowie (od 2005), członek Rady Redakcyjnej kwartalnika „Fabryka Silesia” (od 2012).
Artykuły publicystyczne, eseje, reportaże, felietony, wywiady, recenzje teatralne i literackie oraz wiersze zamieścił w dziesiątkach tytułów, m.in. „Tygodniku Powszechnym”, „Kulturze” paryskiej i „Gazecie Wyborczej”. Publikacje w Niemczech, Czechach, Rumunii i na Węgrzech oraz w licznych książkach zbiorowych. Wydał m.in.: „Powtórka z polskiego” (1986), „Dowód osobisty” (1990), „Ten przeklęty Śląsk” (1996), „Jak hanys z gorolem. Rozważania o Górnym Śląsku” (1999), „Ślad” (2001), „Marcel Kochańczyk. 17 lat z Teatrem Rozrywki” (2010). „Stanisław Bieniasz. Śląski los” (2011), „Stąd do Broadwayu. Historia Teatru Rozrywki” (2011).
Opracował krytyczną edycję dzieł Stanisława Bieniasza: „»Stary portfel« i inne utwory dramatyczne” (2003) oraz „»Górny Śląsk – świat najmniejszy«. Szkice – publicystyka – proza” (2004).
Współautor (z Wojciechem Sarnowiczem) filmów dokumentalnych: „Końca wojny nie było” (1999) i „Śląsk według Bieniasza” (2011). W Teatrze Rozrywki twórca cyklu paneli dyskusyjnych, spotkań autorskich, debat historycznych i prezentacji artystycznych, organizowanych pod hasłem „Górny Śląsk – świat najmniejszy” (od 2005).
Mieszka w Bytomiu.

## Odznaczenia i wyróżnienia
- Nagroda Polskiej Akademii Nauk za prace poświęcone teatrowi studenckiemu (1981)
- Nagroda PROBUS – „dla najlepszego dziennikarza regionu Górnego Śląska” (1997)
- Nagroda Prezydenta Miasta Bytom w Dziedzinie Kultury (2000)
- Nagroda im. Wojciecha Korfantego nadana przez Związek Górnośląski (2001)
- Srebrny Krzyż Zasługi (2005)
- Nagroda Prezydenta Miasta Katowice w Dziedzinie Kultury (2005)
- Nagroda Diecezji Katowickiej Kościoła Ewangelicko-Augsburskiego „Śląski Szmaragd” (2005)
- Nagroda Prezydenta Miasta Chorzów w Dziedzinie Kultury (2008)
- Nagroda im. ks. Augustina Weltzla „Górnośląski Tacyt” (2008)
- Medal im. Mariana Mikuty „Zasłużonemu dla kultury teatralnej” (2010)
- Statuetka i tytuł Bytomianina Roku 2014  – nagroda stowarzyszenia Liga Kobiet Nieobojętnych (2015)[1]

## Publikacje
- Powtórka z polskiego (1986)
- Dowód osobisty (1990)
- Ten przeklęty Śląsk (1996)
- Jak hanys z gorolem. Rozważania o Górnym Śląsku (1999)
- Ślad (2001)
- Marcel Kochańczyk. 17 lat z Teatrem Rozrywki (2010)
- Stanisław Bieniasz. Śląski los (2011)
- Stąd do Broadwayu. Historia Teatru Rozrywki (2011)